# Cellaria immersa
Cellaria immersa is een mosdiertjessoort uit de familie van de Cellariidae. De wetenschappelijke naam van de soort is voor het eerst geldig gepubliceerd in 1880 door Tenison Woods.